# Internazionali d'Italia 2004
Gli Internazionali d'Italia 2004 (chiamati anche Telecom Italia Masters per motivi di sponsorizzazione) sono stati un torneo di tennis giocato sulla terra rossa. 
È stata la 61ª edizione del torneo, che faceva parte della categoria ATP Masters Series nell'ambito dell'ATP Tour 2004, e della Tier I nell'ambito del WTA Tour 2004. 
Entrambi i tornei sia quello maschile che quello femminile, si sono disputati al Foro Italico di Roma in Italia.

## Campioni

### Singolare maschile
Carlos Moyá ha battuto in finale  David Nalbandian con il punteggio di 6–3, 6–3, 6–1

### Singolare femminile
Amélie Mauresmo ha battuto in finale  Patty Schnyder con il punteggio di 3–6, 6–3, 7–6(6)

### Doppio maschile
Mahesh Bhupathi /  Maks Mirny hanno battuto in finale  Wayne Arthurs  /  Paul Hanley con il punteggio di 1–6, 6–4, 7–6(1)

### Doppio femminile
Nadia Petrova / Meghann Shaughnessy hanno battuto in finale  Virginia Ruano Pascual /  Paola Suárez con il punteggio di 2–6, 6–3, 6–3